# Jota (črka)
Jóta (grško starogrško ιώτα ali redkeje starogrško γιώτα; velika črka Ι, mala črka ι) je deveta črka grške abecede in ima številčno vrednost 10. Črka jota se je razvila iz feničanske črke jod (). Iz grške črke Ι izvira latinična črka I (in iz nje J), pa tudi cirilična črka І, ki se v današnjih dneh uporablja le še v nekaterih jezikih.
V grščini se črka Ι izgovarja kot i ali j. 
Posebnost v izgovorjavi so digrafi: 
- ΑΙ se izgovarja kot e, npr.: starogrško Αιγαίο [egéo] = Egejsko morje
- ΕΙ se izgovarja kot i, npr.: starogrško είσοδος [ísodos] = vhod, vstop
- ΟΙ se izgovarja kot i, npr.: starogrško οικονομία [ikonomía] = ekonomija

V nekaterih besedah se jota in predstoječi samoglasnik izgovarjata ločeno - v pisavi se to označi z dierezo (z dvema pikama) na črki jota: Ϊ, npr.: starogrško αθηναϊκός = atenski.  Črka Ϊ je lahko dodatno tudi poudarjena, npr.: starogrško Αχαΐα [Ahaja] = Ahaja (grška pokrajina).
V stari grščini so nekateri digrafi že zgodaj izgubili končno črko jota. V starejših tekstih se to črko jota (ki se ne izgovarja) najde podpisano pod glavni samoglasnik:  ᾼ ᾳ ῌ ῃ ῼ ῳ.

## Pomeni
- v astronomiji je ι oznaka za deveto zvezdo v ozvezdju

### Unicode
|                | Velika črka Ι          | mala črka ι          |
| -------------- | ---------------------- | -------------------- |
| Unicode UTF-16 | U+0399                 | U+03B9               |
| Ime Unicode    | Velika grška črka jota | Mala grška črka jota |
| Koda HTML      | &#921;                 | &#953;               |
| Enota HTML     | &Iota;                 | &iota;               |